# Palágykomoróci református templom
A palágykomoróci református templom a község központjában, a homokdomb tetején áll. Első írásos említése 1334-ből való.

## Története
Először az 1334-es pápai tizedjegyzékben említik a plébániát mint a Palágyi család számára emelt római katolikus templomot. Szent Mihály-templomnak is nevezték 1462-ben dokumentumokban, abban az időben Palágyi Mihály udvarházával állt szemben az építmény. A 15. században egy háromszög záródású szentéllyel bővítették ki.
A 16. században a reformáció alatt a reformátusok tulajdonába került. Gótikus boltozata 1650-ben készült el.
A templom egy kriptával rendelkezik, ahová 1575-ben Szalay Ferencet, Bereg vármegye főispánját, valamint 1845-ben gróf Buttler Jánost temették.